# Allotria elonympha
Allotria elonympha (Hübner, 1818) è un lepidottero appartenente alla famiglia Erebidae, diffuso in America settentrionale. È l'unico membro del genere Allotria Hübner, [1823].

## Descrizione

### Adulto
La pagina superiore dell'ala anteriore è di aspetto molto variabile, con una colorazione di fondo brunastra, adorna di diverse striature trasversali e varie geometrie più scure. È spesso visibile una banda più chiara che dal terzo centrale della costa giunge fino al margine posteriore, con andamento irregolare. Nella zona discale è talvolta osservabile una macchia reniforme biancastra, non distinguibile in alcuni esemplari più scuri. Il termen è percorso, per tutta la lunghezza, da lunule bianche e marroni alternate. L'apice è convesso.
La pagina inferiore dell'ala anteriore appare invece più uniforme, con un color ocra che vira verso il rossiccio in prossimità del termen. Si osserva una zona triangolare più scura che, dal centro della costa, si spinge posteriormente fino a raggiungere, col proprio apice, la parte centrale del cubito. La macchia reniforme nella zona discale risulta qui appena accennata. Il termen riprende la configurazione della pagina superiore, ma con toni più spenti. La pagina superiore dell'ala posteriore è campita di un giallo acceso (in taluni esemplari tendente all'arancione) per i due terzi basali della superficie, mentre nel terzo distale è presente una fascia bruna, tendente al grigiastro negli individui melanici, che dalla regione del tornus corre, con margine irregolare, fino all'area anale. Il termen è assimilabile a quello dell'ala anteriore, con una lievissima concavità in prossimità dell'angolo anale.
Il verso dell'ala posteriore ha tonalità affini a quella dell'anteriore, ma con una macchia discale reniforme (assente nel recto), qui ben distinguibile; il termen riprende il tema di quello della superficie dorsale. Il capo è da grigio chiaro a brunastro; le antenne sono filiformi, non uncinate, con lunghezza di poco inferiore alla metà della costa. Il torace assume colorazioni comprese tra il grigio cenere ed il grigio fumo, con tegulae quasi nere; la superficie ventrale è biancastra. L'addome è lievemente più chiaro del torace a livello dorsale, mentre sul ventre la colorazione è bianco-argentata. L'apertura alare è compresa tra 33 e 44 mm.

### Larva
Il bruco è cilindrico, bianco-grigiastro, praticamente glabro, con pseudozampe ben sviluppate sui segmenti addominali III-VI e X. L'aspetto generale consente un buon mimetismo sui rami delle piante ospite.

### Pupa
La crisalide è obtecta e alquanto tozza.

## Biologia
Gli adulti hanno abitudini notturne o crepuscolari, paragonabili a quelle delle specie di Catocala.

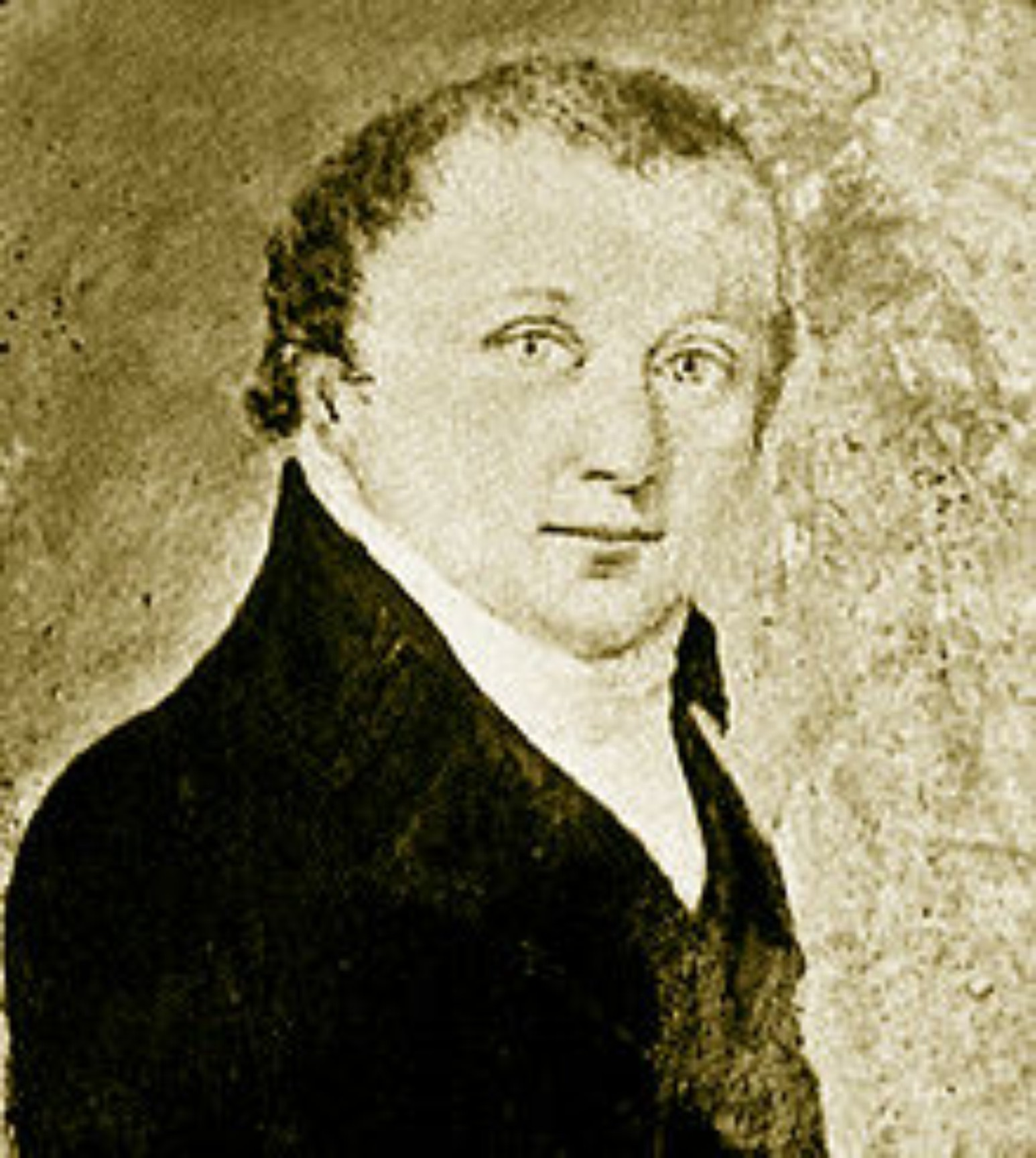
L'entomologo tedesco Jacob Hübner, che per primo descrisse la specie nel 1818, in un ritratto del 1790 circa

### Periodo di volo
La specie è univoltina, con periodo di volo compreso tra marzo e settembre.

### Alimentazione
I bruchi si accrescono ai danni delle foglie di:
- Carya tomentosa Sarg. (Juglandaceae)
- Juglans regia L. (Juglandaceae)
- Nyssa sylvatica Marsh. (Cornaceae)

Localizzazione geografico dello stato della Georgia, locus typicus della specie

## Distribuzione e habitat
L'areale della specie, esclusivamente neartico, comprende il Canada sud-orientale (Ontario e Québec) ma soprattutto gli Stati Uniti sud-orientali (Illinois, Indiana, Michigan, Ohio, Pennsylvania, New York, Massachusetts, Connecticut, New Jersey, Maryland, Virginia Occidentale, Kentucky, Virginia, Oklahoma, Arkansas, Tennessee, Carolina del Nord, Texas, Louisiana, Mississippi, Alabama, Georgia - locus typicus, Carolina del Sud e Florida).
L'habitat è rappresentato da foreste a latifoglie e spazi erbosi circostanti.

## Tassonomia
Si adotta qui l'assetto sistematico proposto da Zahiri et al. (2012), nonché da Van Nieukerken et al. (2011), in cui la vecchia sottofamiglia Catocalinae della famiglia Noctuidae viene fatta quasi completamente confluire nella sottofamiglia Erebinae delle Erebidae.

### Sottospecie
Non sono state individuate sottospecie.

### Sinonimi
Sono stati riportati due sinonimi specifici:
- Catocala elonympha (Hübner, 1818) - Zutr. tav. 5, figg. 29-30 - Locus typicus: Stati Uniti d'America, Georgia (sinonimo omotipico)[1]
- Ephesia elonympha Hübner, 1818 - Zutr. tav. 5, figg. 29-30 - Locus typicus: Stati Uniti d'America, Georgia (sinonimo omotipico, basionimo)[1]

Va inoltre segnalato un sinonimo del genere Allotria:
- Blephara Hübner, 1808 - Erste Zuträge Samml. exot. Schmett.: 4[13]